# 西経6度線
西経6度線（せいけい6どせん）は、本初子午線面から西へ6度の角度を成す経線である。北極点から北極海、大西洋、ヨーロッパ、アフリカ、南極海、南極大陸を通過して南極点までを結ぶ。西経6度線は、東経174度線と共に大円を形成する。

## 通過する地域一覧
西経6度線は、北極点から南極点まで南に向かって以下の場所を通っている。
| 地理座標                                           | 国土・領土・領海 | 備考 |
| -------------------------------------------------- | ---------------- | --- |
| 北緯90度0分 西経6度0分 / 北緯90.000度 西経6.000度  | 北極海           | |
| 北緯81度58分 西経6度0分 / 北緯81.967度 西経6.000度 | 大西洋           | フグロイ島（ フェロー諸島、北緯62度20分 西経6度15分 / 北緯62.333度 西経6.250度）のすぐ東を通過 スヴイノイ島（英語版）（ フェロー諸島、北緯62度17分 西経6度17分 / 北緯62.283度 西経6.283度）のすぐ東を通過 ノース・ロナ島（英語版）（ イギリス・スコットランド、北緯59度7分 西経5度50分 / 北緯59.117度 西経5.833度）のすぐ西を通過 スーラ・スゲア島（英語版）（ イギリス・スコットランド、北緯59度6分 西経6度9分 / 北緯59.100度 西経6.150度）のすぐ東を通過 |
| 北緯58度32分 西経6度0分 / 北緯58.533度 西経6.000度 | ミンチ海峡       | ルイス島（ イギリス・スコットランド、北緯58度15分 西経6度8分 / 北緯58.250度 西経6.133度）のすぐ東を通過 |
| 北緯57度33分 西経6度0分 / 北緯57.550度 西経6.000度 | イギリス         | スコットランド — サウス・ロナ島（英語版）、ラーゼイ島（英語版）、スカルペイ島（英語版）、スカイ島 |
| 北緯57度1分 西経6度0分 / 北緯57.017度 西経6.000度  | 大西洋           | ヘブリディーズ海 |
| 北緯56度46分 西経6度0分 / 北緯56.767度 西経6.000度 | イギリス         | スコットランド — アードナマーカン半島（英語版）、モーヴァン半島（英語版）、マル島 |
| 北緯56度19分 西経6度0分 / 北緯56.317度 西経6.000度 | 大西洋           | ローン湾（英語版） |
| 北緯55度59分 西経6度0分 / 北緯55.983度 西経6.000度 | イギリス         | スコットランド — ジュラ島 |
| 北緯55度48分 西経6度0分 / 北緯55.800度 西経6.000度 | 大西洋           | ジュラ海峡（英語版） — アイラ島（ イギリス・スコットランド、北緯55度41分 西経6度2分 / 北緯55.683度 西経6.033度）のすぐ東を通過 ノース海峡 — ラスリン島（ イギリス・北アイルランド、北緯55度18分 西経6度10分 / 北緯55.300度 西経6.167度）のすぐ東を通過 |
| 北緯55度3分 西経6度0分 / 北緯55.050度 西経6.000度  | イギリス         | 北アイルランド — ベルファスト（北緯54度36分 西経5度56分 / 北緯54.600度 西経5.933度）のすぐ西を通過 |
| 北緯54度3分 西経6度0分 / 北緯54.050度 西経6.000度  | アイリッシュ海   | ランベイ島（英語版）（ アイルランド、北緯53度29分 西経6度0分 / 北緯53.483度 西経6.000度）のすぐ東を通過 ホース岬（英語版）（北緯53度23分 西経6度3分 / 北緯53.383度 西経6.050度、ダブリンの近く）のすぐ東を通過 ウィックロー岬（英語版）（ アイルランド、北緯52度58分 西経6度0分 / 北緯52.967度 西経6.000度）のすぐ東を通過 |
| 北緯51度56分 西経6度0分 / 北緯51.933度 西経6.000度 | 大西洋           | ケルト海 — ランズ・エンド（ イギリス・イングランド、北緯50度4分 西経5度43分 / 北緯50.067度 西経5.717度）のすぐ西を通過 — シリー諸島（ イギリス・イングランド、北緯49度57分 西経6度16分 / 北緯49.950度 西経6.267度）のすぐ東を通過 名前の無い海域（北緯46度42分 西経6度0分 / 北緯46.700度 西経6.000度から） ビスケー湾（北緯45度59分 西経6度0分 / 北緯45.983度 西経6.000度から）                                                                            |
| 北緯43度35分 西経6度0分 / 北緯43.583度 西経6.000度 | スペイン         | アストゥリアス州 カスティーリャ・レオン州 エストレマドゥーラ州 アンダルシア州 |
| 北緯36度11分 西経6度0分 / 北緯36.183度 西経6.000度 | 大西洋           | |
| 北緯35度34分 西経6度0分 / 北緯35.567度 西経6.000度 | モロッコ         | |
| 北緯29度45分 西経6度0分 / 北緯29.750度 西経6.000度 | アルジェリア     | |
| 北緯25度44分 西経6度0分 / 北緯25.733度 西経6.000度 | モーリタニア     | |
| 北緯25度0分 西経6度0分 / 北緯25.000度 西経6.000度  | マリ             | |
| 北緯20度5分 西経6度0分 / 北緯20.083度 西経6.000度  | モーリタニア     | |
| 北緯15度30分 西経6度0分 / 北緯15.500度 西経6.000度 | マリ             | |
| 北緯10度13分 西経6度0分 / 北緯10.217度 西経6.000度 | コートジボワール | |
| 北緯4度58分 西経6度0分 / 北緯4.967度 西経6.000度   | 大西洋           | セントヘレナ島（ セントヘレナ、南緯15度59分 西経5度47分 / 南緯15.983度 西経5.783度）のすぐ西を通過 |
| 南緯60度0分 西経6度0分 / 南緯60.000度 西経6.000度  | 南極海           | |
| 南緯70度24分 西経6度0分 / 南緯70.400度 西経6.000度 | 南極大陸         | ドローニング・モード・ランド（ ノルウェーが領有権を主張） |